# 3885 Bogorodskij
A 3885 Bogorodskij (ideiglenes jelöléssel 1979 HG5) a Naprendszer kisbolygóövében található aszteroida. Nyikolaj Sztyepanovics Csernih fedezte fel 1979. április 25-én.